# Општина Ползела
Општина Ползела (словен. Polzela) је једна од општина Савињске регије у држави Словенији. Седиште општине је истоимени градић Ползела.

## Природне одлике
Рељеф: Општина Ползела налази се у средишњем делу Словеније, у југозападном делу покрајине Штајерска. Средишњи део општине је долина реке Савиње у средњем делу њеног тока. Ободни делови ошптине се налазе на оближњим бреговима и брдима.
Клима: У општини влада умерено континентална клима.
Воде: Најважнији водоток у општини је река Савиња. Сви остали водотоци су мали и њене су притоке.

## Становништво
Општина Ползела је густо насељена.

## Насеља општине
- Андраж над Ползело
- Брег при Ползели
- Добрич
- Заложе
- Лочица об Савињи
- Орова Вас
- Подвин при Ползели
- Ползела